# Gianni Tamino
Gianni Tamino (ur. 27 stycznia 1947 w Mogliano Veneto) – włoski polityk, biolog i nauczyciel akademicki, parlamentarzysta krajowy, eurodeputowany IV kadencji.

## Życiorys
Absolwent nauk przyrodniczych (1970), w 1974 został pracownikiem naukowo-dydaktycznym w zakresie biologii na Uniwersytecie w Padwie. W pracy naukowej zajął się zagadnieniami z zakresu genetyki i biotechnologii.
Był aktywistą ruchów ekologicznych, w 1985 był jednym z inicjatorów tzw. referendum antynuklearnego (z 1987). Był działaczem partii Demokracja Proletariatu, następnie należał do Verdi Acrobaleno, po czym dołączył do Federacji Zielonych.
W latach 1983–1992 był posłem do Izby Deputowanych IX i X kadencji. Pełnił także funkcję asesora ds. ochrony środowiska w zarządzie prowincji Padwa. W 1995 objął mandat eurodeputowanego (zwolniony po śmierci Alexandra Langera), sprawował go do 1999, pełniąc m.in. funkcję wiceprzewodniczącego Grupy Zielonych oraz Komisji ds. Kultury, Młodzieży, Edukacji i Środków Masowego Przekazu. Powrócił później do pracy naukowej na Uniwersytecie w Padwie.